# Henri Van Den Bulcke
Henri Van den Bulcke (né le 9 novembre 1888 à Ixelles, mort le 4 avril 1954 à Bruxelles) est un joueur professionnel et fonctionnaire belge de hockey sur glace.

## Carrière
Henri Van den Bulcke fait toute sa carrière au Brussels Royal IHSC dont il est le capitaine. Il est champion de Belgique en 1912 et 1913.
Henri Van den Bulcke est dans l'équipe nationale aux championnats d'Europe de hockey sur glace 1911, 1913 et 1914. La Belgique remporte la médaille de bronze en 1911 et le championnat en 1913.
Avocat, Henri Van den Bulcke crée en 1912 la Fédération de Belgique de hockey sur glace à la demande de la Ligue Internationale de hockey sur glace à la suite de la dissension entre le Brussels Royal IHSC et l'Union Belge des Sociétés de Sports Athlétiques (UBSSA) quand un club pouvait représenter la fédération nationale. Il en devient le premier président jusqu'en 1920.
Henri Van den Bulcke devient également la même année président de la Ligue internationale de hockey sur glace et est réélu en 1914 après des dissensions internes au sein de la Ligue qui voit aussi une présidence de quelques heures de Louis Magnus, l'ancien président et fondateur, et de Bethune Minet « Peter » Patton (en), le président de la fédération britannique.
Ainsi, au championnat d'Europe 1913, Henri Van den Bulcke est à la fois joueur, président du Brussels Royal IHSC, président de la fédération belge et de la Ligue Internationale, ainsi qu'arbitre,.